# M̌
M̌ (minuskule m̌) je speciální znak latinky. Nazývá se M s háčkem. Používá se pouze v jazyce tarok, používaným asi 300 000 lidmi v Nigérii. Avšak i v tomto jazyce se používá velice zřídka, pouze jako velice málo používané dodatečné písmeno, které nemá své zastoupení v abecedě. V Unicode má majuskulní tvar kód U+004D U+030C a minuskulní U+004D U+030C. 